# Кабашний Пилип Іванович
Пилип Іванович Кабашний (нар. 1917, місто Іловайськ, тепер Донецької області — ?, місто Миколаїв Миколаївської області) — український радянський діяч, 2-й секретар Миколаївського сільського обкому КПУ, 1-й секретар Снігурівського райкому КПУ Миколаївської області.

## Біографія
Член ВКП(б).
З 1941 по 1946 рік — у Червоній армії, учасник німецько-радянської війни та радянсько-японської війни.
З 1946 року — на радянській та партійній роботі в Миколаївській області. Працював секретарем Доманівського районного комітету КПУ Миколаївської області.
На 1957—1960 роки — голова виконавчого комітету Снігурівської районної ради депутатів трудящих Миколаївської області.
У грудні 1959 — січні 1963 року — 1-й секретар Снігурівського районного комітету КПУ Миколаївської області.
У січні 1963 — грудні 1964 року — 2-й секретар Миколаївського сільського обласного комітету КПУ.
У грудні 1964 — після 1972 року — 1-й заступник голови виконавчого комітету Миколаївської обласної ради депутатів трудящих.
Потім — на пенсії в місті Миколаєві.

## Нагороди
- орден Трудового Червоного Прапора (26.02.1958)
- орден Вітчизняної війни 1-го ст. (6.04.1985)
- ордени
- медалі